# Capaccio
Capaccio es una localidad y comune italiana de la provincia de Salerno, región de Campania, con 29.980 habitantes.

## Evolución demográfica
| Gráfica de evolución demográfica de Capaccio entre 1861 y 2001 |
|                                                                |
| Fuente ISTAT - elaboración gráfica de Wikipedia                |